# آزاد شو (ترانه لانا دل ری)
«آزاد شو» (انگلیسی: Get Free) ترانه‌ای از خواننده-ترانه‌سرای آمریکایی لانا دل ری برای پنجمین آلبوم استودیویی‌اش شهوت برای زندگی (۲۰۱۷) است. این ترانه توسط دل ری، ریک نوولز و کیونر منزیس نوشته شده‌است که همه آن‌ها ترانه را با دین رید تهیه کرده‌اند.
در ژانویه ۲۰۱۸، دل ری گمانه‌زنی‌ها مبنی بر شکایت حق چاپ ریدیوهد از او و تیمش را به اتهام شباهت‌های بین «آزاد شو» و ترانهٔ «چندش» این بند تأیید کرد.